# Kriminalfall Lydia Gouardo
Lydia Gouardo (* 13. November 1962) ist eine Französin, die im Pariser Vorort Coulommes (Département Seine-et-Marne) von 1971 bis 1999 über 28 Jahre von ihrem Adoptivvater misshandelt und missbraucht wurde. Die Vergewaltigungen endeten erst 1999 mit dem Tod des Vaters, obwohl auch offizielle Stellen von den Vorgängen wussten.

## Leben
Mit 7 Jahren wurde Lydia Gouardo vom Adoptivvater aus der Schule genommen, die sie nicht wieder besuchen sollte.
Als Lydia acht Jahre alt war, wurde sie von ihrer Stiefmutter absichtlich mit heißem Wasser verletzt. Nach der Rückkehr aus dem Krankenhaus wurde sie erstmals von ihrem Adoptivvater missbraucht. Lydia gebar ihrem Adoptivvater sechs Kinder, der auch im Spital bei der Entbindung als Kindsvater angegeben wurde. Das Martyrium der Frau ging erst mit dem Tode ihres Vaters zu Ende. Ihre Stiefmutter wurde 2008 wegen Verheimlichung einer Straftat und weil sie einen der Söhne Lydias selbst sexuell missbrauchte zu vier Jahren auf Bewährung verurteilt.

## Reaktionen
Besonders bemerkenswert an diesem Fall ist, dass auch offizielle Stellen in Frankreich von dem Fall wussten, jedoch nicht einschritten. Der Bürgermeister von Coulommes erzählte einer Journalistin dazu: „Ja, ich wusste es, das ganze Dorf wusste es. Aber beschmutzen Sie Coulommes nicht. Was die Leute untereinander treiben, hat uns nicht zu beschäftigen.“ Auch nach der rechtskräftigen Verurteilung der Stiefmutter wurde der Fall kaum beachtet und fand erst nach Bekanntwerden des Falls von Amstetten sowohl in Frankreich als auch international Beachtung.